# 田中いおな
田中 いおな（たなか いおな、1992年7月17日 - ）は、千葉県出身の日本の元グラビアアイドルである。現在

## 来歴
千葉県立行徳高等学校に在学していた2009年（当時高校2年生）に芸能界へ。学生時代は吹奏楽部に所属していた。現在は都内の高級クラブで働いている。かつてはクラブでナンバー1を何度も張っている。

## 人物
星野桂の漫画/アニメ作品“D.Gray-man”のファンで、好きなキャラクターはアレン・ウォーカーとアレイスター・クロウリー。
体型維持のためジムに通っている。
1st DVDのタイトルにちなみ、あなたにとって最も“い〜おんな”は？と質問された際には「ダントツでお母さんです」と語った。
- 趣味：料理、楽器をふくこと
- 特技：大食い、小説をかくこと、ホルン、トロンボーン
- チャームポイント：クビレからお尻にかけてのライン
- 好き / 嫌いな食べ物：チョコレート / 野菜
- 好き / 嫌いな教科：音楽 / 体育
- 好き / 嫌いな場所：静かな所 / 人が多い所
- おばけ屋敷が苦手。

## 主な活動
- 2009年9月5日 - 9月6日：ツインリンクもてぎで開催されたJOY耐久にレースクイーンとして出演。
- 2010年12月12日：秋葉原ソフマップ音楽CD館にて開催された1st DVD発売イベントに出演し、取材を受けた。

## 出演作品

### イメージビデオ・DVD
- 〜い〜おんな、始めました。〜（2010年11月26日、オルスタックピクチャーズ）

### 写真集
- 「田中いおな い〜おんな、始めました。」VOL.1〜VOL.3（2011年2月1日、Android向け電子写真集）

### テレビ出演
- とんねるずのみなさんのおかげでした（2009年11月26日、フジテレビ）